# Distrito de Rokiškis
El distrito de Rokiškis (lituano: Rokiškio rajono savivaldybė) es un municipio-distrito lituano perteneciente a la provincia de Panevėžys.
En 2011 tiene 34 889 habitantes. Su capital es Rokiškis.
Se ubica en el noreste del país en la frontera con Letonia, al oeste de Daugavpils.

## Subdivisiones
Se divide en diez seniūnijos (entre paréntesis la localidad principal):
- Seniūnija de Juodupė (Juodupė)
- Seniūnija de Jūžintai (Jūžintai)
- Seniūnija de Kamajai (Kamajai)
- Seniūnija de Kazliškis (Kazliškis)
- Seniūnija de Kriaunos (Kriaunos)
- Seniūnija de Obeliai (Obeliai)
- Seniūnija de Pandėlys (Pandėlys)
- Seniūnija de Panemunėlis (Panemunėlio GS)
- Seniūnija de Rokiškis Rural (Rokiškis)
- Rokiškis (seniūnija urbana formada por la capital municipal)